# Orden de Santa María de España
La Orden de Santa María de España, también conocida como la Orden de la Estrella, fue una orden militar española de carácter naval creada por iniciativa de Alfonso X el Sabio, rey de León y Castilla.

## Historia

### Origen
La orden fue creada alrededor del año 1270 por el rey Alfonso X para la defensa naval de la Corona de Castilla. Estaba instituida al modo de la Orden de Calatrava, y entre sus miembros había tanto caballeros como clérigos.
Desde 1273, se integró por deseo del rey en el orden del Císter. Los hábitos de la orden eran una túnica negra y una capa roja con una estrella dorada, en cuyo interior se encontraban bordadas las armas de la Corona.
El Códice de Florencia de las Cantigas de Santa María contiene una cantiga dedicada a esta orden. Lamentablemente, de los cuatro libros conservados de las cantigas, el de Florencia es el único que tiene las líneas de pentagramas vacías, por lo que la música de esta cantiga no se conserva.

### Sede conventual
En Cartagena se encontraba la sede matriz de la orden, en un convento cisterciense que fue mandado construir por el rey y en el que expresó su deseo de ser enterrado a su muerte. La orden fue puesta bajo la advocación de la Virgen del Rosell, talla medieval que se encuentra en Cartagena.
Algunos historiadores opinan que la Catedral de Cartagena es en realidad el templo de este convento.
La orden poseía por donación real castillos como los de Alcalá de los Gazules, Berroquejo (Jerez de la Frontera), La Concepción (Cartagena), Oropesa, San Marcos (El Puerto de Santa María) y Torrestrella (Medina Sidonia), y tenía también sedes en los puertos de San Sebastián, La Coruña y El Puerto de Santa María, dependientes de la principal en Cartagena.

### Fin

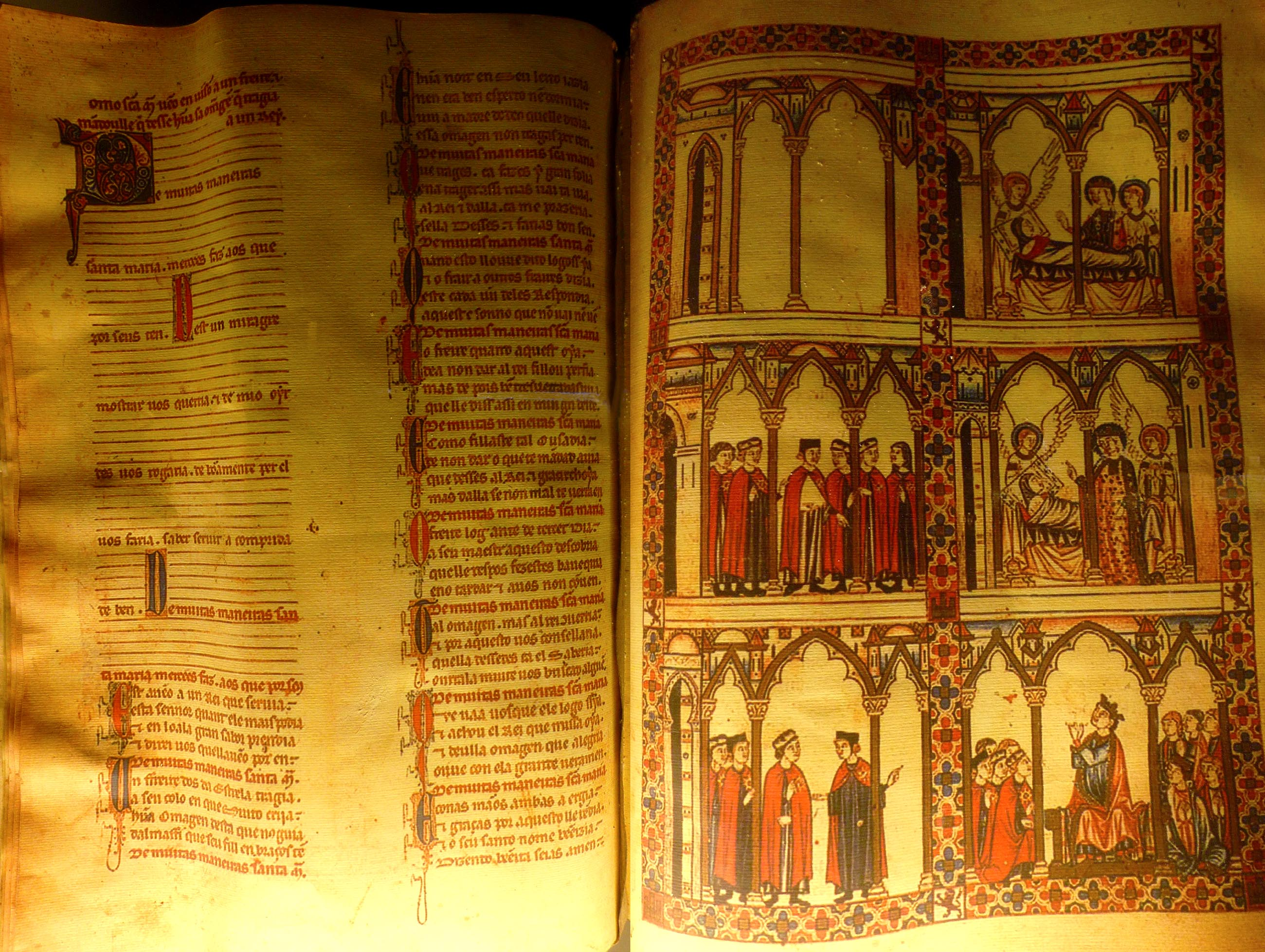
Facsímil de la Cantiga 78 del Códice de Florencia donde se hace referencia a la Orden de Santa María de España.

El día 23 de junio de 1280 tuvo lugar la batalla de Moclín, en la que las tropas castellanas, compuestas principalmente por miembros de la Orden de Santiago comandadas por el maestre Gonzalo Ruiz Girón y el infante Sancho el Bravo (aunque este último no tomó parte en la batalla), fueron derrotadas por las tropas musulmanas del rey Muhammad II de Granada. En el desastre perdieron la vida numerosos miembros de la Orden de Santiago, incluyendo a su maestre, que falleció varios días después del combate como consecuencia de las heridas recibidas.
Para evitar que la Orden de Santiago se extinguiera por la pérdida de sus miembros en Moclín, Alfonso X el Sabio integró en ella a los miembros de la Orden de Santa María, y nombró al maestre de esta última, Pedro Núñez, maestre de la Orden de Santiago, provocando con ello la desaparición de la Orden de la Estrella.
Como razón añadida para la extinción de la orden, podemos contemplar su ineficacia en la lucha en los mares contra los enemigos de Castilla, pues en su única gran expedición, la armada de Santa María de España fue totalmente aniquilada en la batalla de Algeciras de 1278[cita requerida].

## Refundación moderna
El 13 de agosto de 2008 se constituyó en escritura pública el Capítulo General de Cartagena de esta orden que se considera heredera de la antigua Orden de Santa María de España, con el objetivo de promocionar el culto a la Virgen del Rosell, también llamada Santa María de España, patrona canónica de Cartagena, y difundir el patrimonio histórico, religioso y naval de la ciudad.